# Confluence
Confluence (tạm dịch là điểm giao nhau), theo một cách hiểu là các vị trí trên Trái Đất có kinh độ và vĩ độ là các số nguyên. Ví dụ điểm có vĩ độ Bắc 21 và kinh độ Đông 106 thuộc Việt Nam, nằm cách Hà Nội 16.3 km về phía Đông, là một điểm confluence. The Degree Confluence Project là một dự án cộng đồng khuyến khích mọi người tìm các điểm confluence và chụp ảnh, xác định vị trí chính xác của các điểm này dựa vào thiết bị định vị toàn cầu GPS.
Việt Nam có 35 điểm confluence, trong đó có 22 điểm đã được khám phá và chụp ảnh.